# 頂棘龍屬
頂棘龍屬是獸腳亞目下的一屬恐龍，生活於下白堊紀的歐洲，化石發現於德國下薩克森州的奥伯基希砂石層（Obernkirchen Sandstein），地質年代相當於巴列姆階。過去曾有其他化石被歸類於頂棘龍，來自於英格蘭、比利時，地質年代從白堊紀早期的凡藍今階到阿普第階，但無法確定屬於頂棘龍。
牠的模式種學名為丹氏頂棘龍（A. dunkeri），是在1884年被歸類於斑龍的一個種，只根據牙齒而被描述、命名。在1923年，Friedrich von Huene將這個種，命名為獨立的屬。牠的屬名的意思是「高棘」。過去曾有其他已敘述種，現已被分類在其他屬中，當中包括了重爪龍。原先被認為跟牙齒有關係的脊椎，曾一度改屬於肉食龍下目的比克爾斯棘龍，但如今比克爾斯棘龍普遍被認為是頂棘龍的異名。